# Piazza delle Erbe (Mantova)
Piazza delle Erbe (o più semplicemente piazza Erbe) è una delle piazze principali di Mantova. 

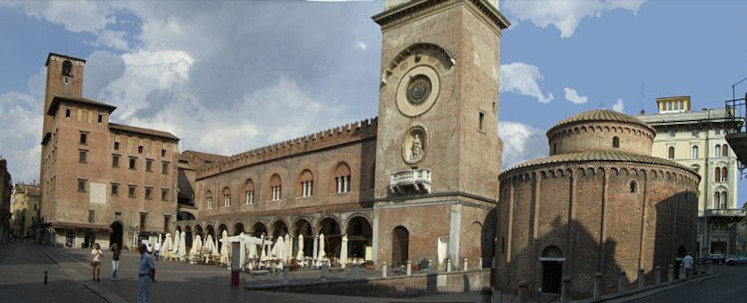
Piazza delle Erbe

## Storia e descrizione
Cominciò a configurarsi quando la città comunale, verso la fine del XII secolo, iniziò ad espandersi oltre il Voltone di San Pietro, oltre l'antica città romana che insisteva nei luoghi allora edificati dell'attuale Piazza Sordello.
Un vasto terreno sterrato sul lato orientale del Monastero di Sant'Andrea, fu destinato a foro boario affinché si tenesse il mercato del bestiame. Trasferito quest'ultimo in luogo più periferico, lo spazio antistante la via di Sant'Andrea, ora Via Broletto, dove già erano state costruite botteghe affittate a mercanti, fu diviso in due dal Palazzo del Podestà (anche detto Palazzo del Broletto) e trasformato nel cuore amministrativo del Comune. Sul lato orientale della parte che diverrà Piazza delle Erbe, sorse il Palazzo della Ragione. Sulla piazza che andava creandosi, già si affacciava la Rotonda di San Lorenzo, di stile romanico, voluta da Matilde di Canossa, che nella sua struttura circolare ricordava il Santo Sepolcro, in questo esaltando la sua funzione ausiliaria rispetto al Preziosissimo Sangue di Cristo conservato e venerato nella vicina Basilica di Sant'Andrea.
Con il dominio prima dei Bonacolsi e dei Gonzaga successivamente, il centro amministrativo e del potere politico si sposta sulla costruenda nuova piazza San Pietro (ora Piazza Sordello). Gli edifici medievali di Piazza Erbe subirono nel corso dei secoli rimaneggiamenti e ristrutturazioni. La sequenza di case che ospitavano i mercanti cittadini, furono pregevolmente abbellite da portici di stile tardo gotico e rinascimentale.
Nel 1455 fu edificata la Casa del Mercante Giovan Boniforte da Concorezzo, singolarmente decorata con terracotta di gusto tardo gotico e veneziano, riconoscibile particolarmente nelle trine delle finestre. La Casa di Boniforte, sovrastata dalla trecentesca Torre del Salaro, conferma la convivenza di architetture diverse.
A caratterizzare la piazza come rinascimentale, fu Luca Fancelli, l'architetto fiorentino che operò nella edificazione della Basilica di Sant'Andrea su progetto del suo maestro Leon Battista Alberti. Fancelli intervenne sul Palazzo del Podestà, rifece i portici antistanti il Palazzo della Ragione e progettò la Torre dell'Orologio per la quale affidò a Bartolomeo Manfredi, esperto di astrologia, la costruzione dell'orologio astronomico.
Il terremoto del 29 maggio 2012 ha creato non pochi problemi ai monumenti della piazza, in particolare al Palazzo della Ragione e, sovrastante la casa del mercante, alla Torre del Salaro, attraversata da una lunga crepa verticale sul fianco dell'edificio, preesistente ma accentuatasi con il sisma.

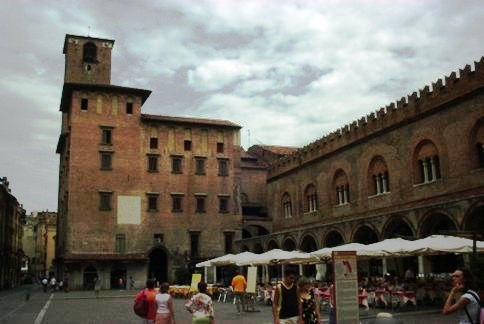
Particolare
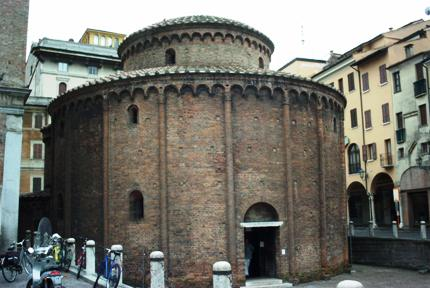
Rotonda di San Lorenzo
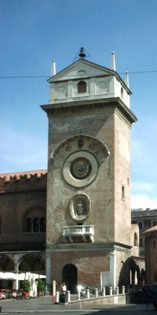
Orologio Astronomico
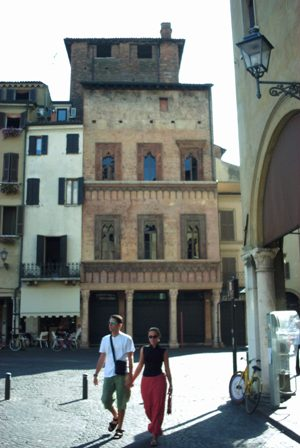
Casa del Mercante
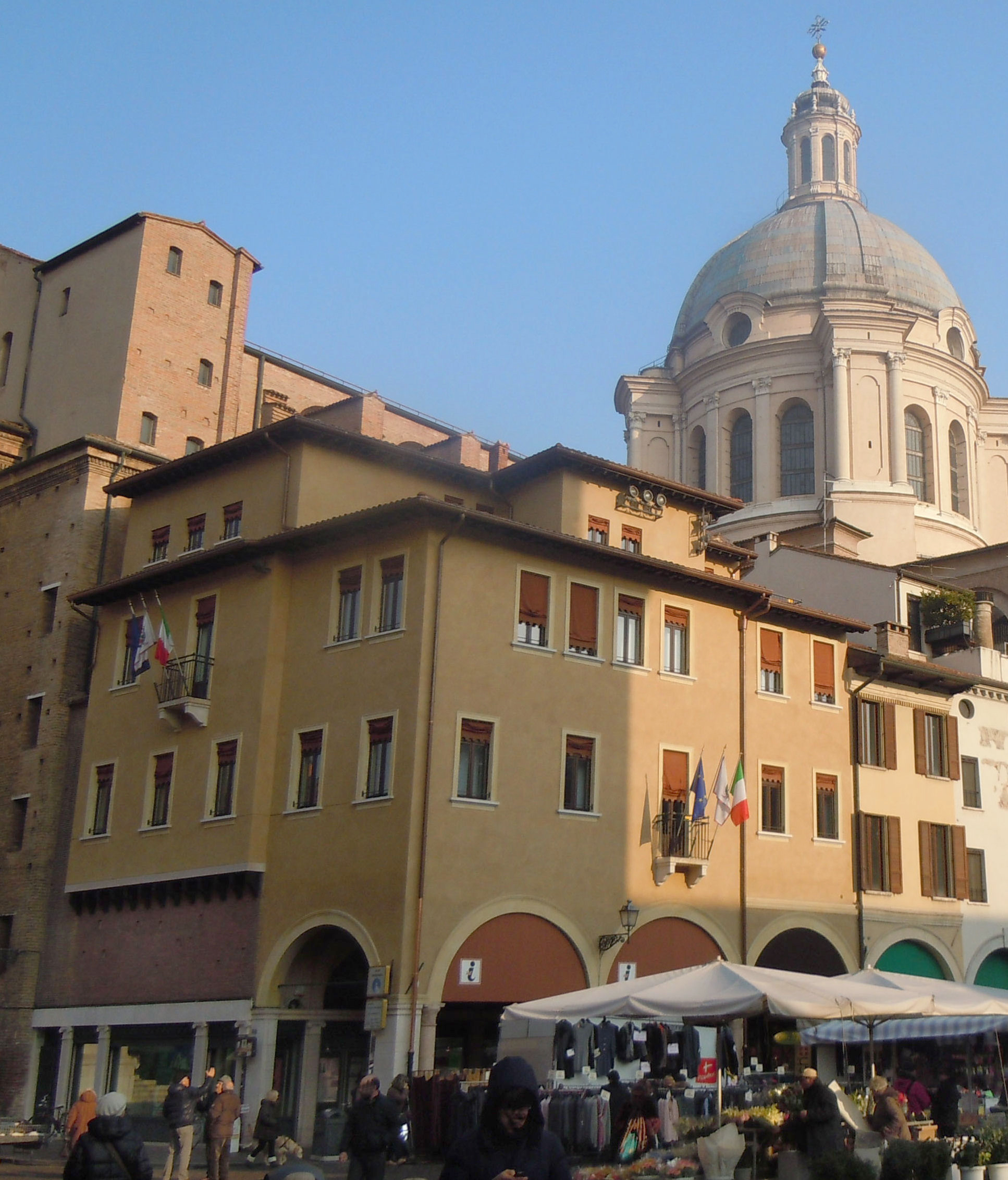
Palazzo Cervetta